# Invasione del Trentino (Medici - 1866)
L'invasione del Trentino del 1866 fu un episodio della terza guerra d'indipendenza italiana, che consistette nel riuscito tentativo, da parte del generale Giacomo Medici e dei suoi regolari, di forzare le difese austriache in Trentino attraverso la Valsugana e di aprirsi la strada verso Trento.

## L'inizio del conflitto
Allo scoppio della terza guerra di indipendenza, il 23 giugno 1866, l'esercito italiano era diviso in due armate: la prima, al comando di La Marmora, era stanziata in Lombardia ad ovest del Mincio verso le fortezze del Quadrilatero; la seconda, al comando del generale Cialdini in Romagna, a sud del Po, verso Mantova e Rovigo. Il lungo fronte alpino, invece, era affidato ai volontari di Giuseppe Garibaldi, del Corpo Volontari Italiani, i quali dovevano controllare il lungo fronte che divideva la Lombardia dall'Alto Adige e dal Trentino.
Il capo di Stato Maggiore generale La Marmora mosse per primo, incuneandosi fra Mantova e Peschiera, solo per venire arrestato, il 24 giugno, in un confuso e sfortunato scontro alla battaglia di Custoza.
La sconfitta segnò un generale arresto delle operazioni, con gli italiani che riorganizzavano nel timore di una controffensiva austriaca.
L'esito generale della guerra venne, tuttavia, determinato dalle importanti vittorie prussiane sul fronte tedesco (in particolare la vittoria alla battaglia di Sadowa del 3 luglio 1866, ad opera del generale Helmuth Karl Bernhard von Moltke). A seguito di questi avvenimenti gli austriaci ritirarono a protezione di Vienna uno dei tre corpi di armata schierati in Italia e diedero priorità alla difesa del Trentino e dell'Isonzo.

## La ripresa delle operazioni italiane
Lo stesso 14 luglio, il re Vittorio Emanuele II di Savoia e lo Stato Maggiore, nel corso di un Consiglio di Guerra tenuto a Ferrara, stabilirono finalmente un atteggiamento aggressivo al prosieguo della guerra. In particolare il generale Enrico Cialdini avrebbe guidato un contingente principale di 150 000 uomini attraverso il Veneto, mentre Garibaldi avrebbe dovuto penetrare a fondo in Trentino, avvicinandosi il più possibile al capoluogo.
Infatti, ora che l'acquisizione del Veneto era certa, appariva soprattutto urgente procedere all'occupazione del Trentino e delle città della Venezia-Giulia, per non vedersele sfuggire alle trattative di pace.
Cialdini seppe guidare con vigore una brillante marcia attraverso il Veneto. Passato il Po, occupò Rovigo l'11 luglio, Padova il 12, Treviso il 14; San Donà di Piave il 18, Valdobbiadene ed Oderzo il 20, Vicenza il 21, Udine il 22 luglio.
Nel frattempo i volontari di Garibaldi si erano spinti dal Bresciano in direzione della città di Trento (Invasione del Trentino (Garibaldi - 1866)), avevano occupato Storo e si preparavano all'assedio del Forte d'Ampola e dei forti di Lardaro.

## Le forze a disposizione
Il 19 luglio Cialdini aveva affidato una sua divisione al generale Giacomo Medici, antico compagno d'armi di Garibaldi, con il compito di avanzare da Padova e risalire il fiume Brenta, lungo la Valsugana, verso Trento.
La divisione del tenente generale Medici era composta da 2 brigate e 4 reggimenti di fanteria, 2 battaglioni di bersaglieri, 2 squadroni di lancieri, 3 batterie, una compagnia del genio. In tutto circa 9 000 uomini, 180 cavalli e 18 pezzi d'artiglieria.
Si trattava di forze considerevoli: è vero che il comandante austriaco del Trentino, generale Franz Kuhn von Kuhnenfeld, disponeva di circa 15 000 uomini, tutte buone truppe da montagna con artiglieria e cavalleria leggera, ma egli era già pressato da Garibaldi a sud-ovest. Le posizioni difensive austriache, inoltre, erano allora tutte puntate verso la frontiera con la Lombardia, non certo verso il Veneto austriaco.
Nel frattempo Garibaldi aveva respinto un attacco austriaco alla battaglia di Condino ed occupato la val di Ledro.

## I preparativi austriaci
Già l'11 luglio von Kuhnenfeld aveva inviato truppe verso la Valsugana: due compagnie di fanteria, una di tiratori scelti tirolesi, due di tiratori stanziali (i famosi Schützen), un battaglione con cinque compagnie, mezza batteria ed un plotone del genio. Esse si attestarono a Primolano, all'imbocco della stretta valle. La sera del 22 luglio von Kuhnenfeld ricevette notizia certa dell'iniziativa di Medici ed ottenne tre battaglioni in rinforzo da Verona. Il 17 luglio il comandante del settore, maggiore Franz Pichler Edler von Deeben, comandò una spedizione di razzia da Primolano su Bassano del Grappa, nel Veneto austriaco, ma la cui popolazione aveva già innalzato il tricolore.

## L'ingresso italiano in Valsugana
Il 20 luglio il generale Medici, uscito da Padova, occupava Cittadella, il 21 luglio era a Bassano. Lo stesso giorno si ebbe un primo scontro a fuoco fra pattuglie a, lungo la Brenta circa 15 km a nord di Bassano.
Medici, saputo di questa scaramuccia, dispose una marcia su quattro colonne: la prima seguiva il fondovalle verso Cismon del Grappa ed il ponte sul torrente omonimo, la seconda doveva aggirare Cismon e giungere da tergo su Enego, la terza bloccare la strada da Cismon a Feltre, all'altezza di Arsiè. In tal modo era garantito l'accerchiamento di Cismon. Una quarta colonna doveva portarsi ben oltre, su Tezze Valsugana, alle spalle di Primolano, passando per i passi alla destra dell'Ortigara, in modo da tagliare la ritirata agli austriaci che difendevano l'imbocco della Valsugana.
Franz Pichler Edler von Deeben, invece, reagì facendo incendiare il ponte di Cismon ed allestire una trincea in corrispondenza di una stretta della valle.
Lo stesso 21 luglio, Garibaldi respingeva un assalto austriaco alla battaglia di Bezzecca impedendo così a von Kuhnenfeld di liberare le forze schierate a sud-ovest e utilizzarle contro Medici.

## La battaglia di Primolano

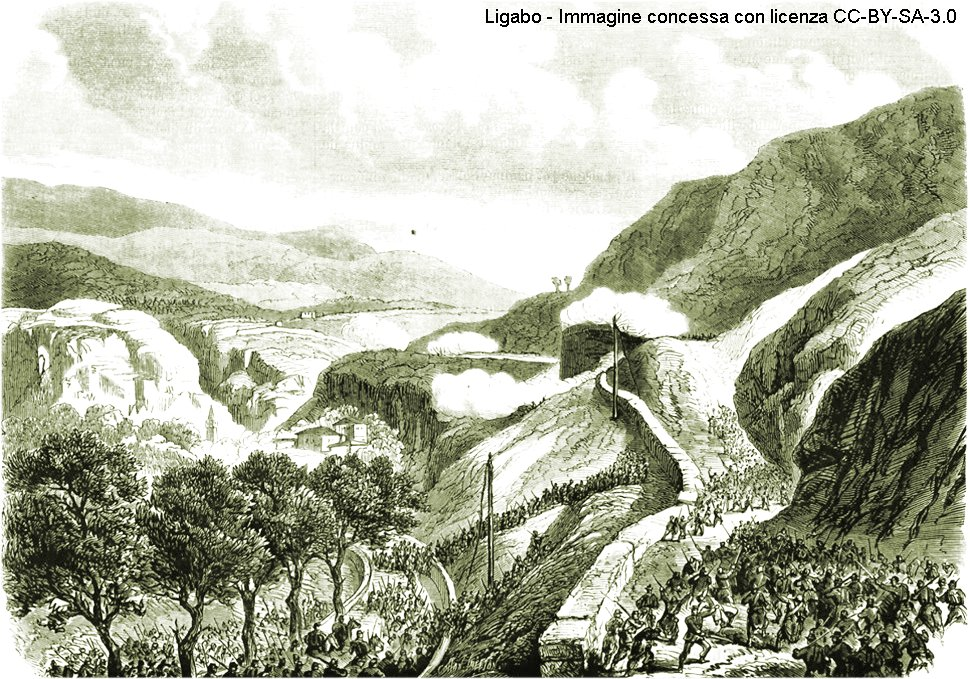
Combattimenti tra gli austriaci del maggiore Franz Pichler Edler von Deeben e la colonna Medici per il possesso di Primolano

Il 22 luglio, l'avanguardia austriaca sul ponte di Cismon, pressata di fianco e da tergo si ritirò su Primolano.
Alla notizia, alle 7 del mattino, Franz Pichler Edler von Deeben concentrò le proprie truppe (circa 800 uomini) su Primolano ed avanzò a sud verso Cismon. Per strada ricevette la notizia che la seconda colonna italiana, i 3000 uomini del colonnello Negri, era giunta ad Enego e lo minacciava da destra, retrocesse e fece innalzare barricate all'ingresso dell'abitato.
Un piccolo distaccamento venne lasciato sulle alture, in località Fastro, con l'ordine di tenere quanto possibile.
Medici avanzò con grande prudenza e giunse solo alle due del pomeriggio a Primolano, dove venne accolto dalla fucileria austriaca.

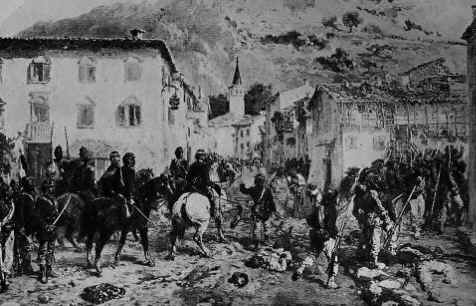
I Bersaglieri a Primolano

Alle 3 del pomeriggio gli austriaci ripiegarono sulla trincea allestita a Pianello, poco a nord. Medici, lì giunto, non attaccò, in attesa che la quarta colonna si portasse su Tezze, alle spalle della linea fortificata.
Quando Franz Pichler se ne rese conto, ripiegò su Tezze e poi su Grigno, dove già aveva fatto ripiegare i carriaggi. Venne richiamato anche il reparto a presidio di Fastro, che aveva respinto un attacco italiano, e le retroguardie subirono diverse perdite ad opera delle colonne italiane. Una volta a Grigno, il ponte sul torrente omonimo venne parzialmente demolito, e verso le 22 le truppe giunsero a Borgo Valsugana. Gli italiani ripararono il ponte e si accamparono prima di Grigno.

## La battaglia di Borgo Valsugana
Medici, partito alle 8 di mattina, avanzò lentamente lungo la strada mentre alcune compagnie di bersaglieri procedevano, a copertura, lungo il pendio destro e sinistro della valle, sino a Castelnuovo, sotto Strigno.
Da qui dispose i suoi 5 000 uomini, 180 cavalli e 6 pezzi di artiglieria, in marcia su tre colonne. La prima seguiva il fondovalle verso Borgo Valsugana. La seconda, forte di tre compagnie, doveva salire da destra su Telve, conquistare Castel San Pietro presso Torcegno, e procedere lungo la strada di montagna che porta a Roncegno, alle spalle di Borgo. La terza, forte di un battaglione, doveva salire da sinistra su Olle, sopra Borgo e da lì scendere sulla cittadina. Il grosso doveva attendere a Castelnuovo, in colonna di marcia.
Franz Pichler, che aveva ricevuto una compagnia in rinforzo da Trento, fece disporre una barricata all'ingresso dell'abitato, truppe al ponte sul torrente Céggio, davanti a Borgo, truppe e batterie in collina. In tutto 857 uomini e 8 pezzi di artiglieria.
I primi scontri si ebbero Castel San Pietro, sulla destra. Contemporaneamente la prima colonna si mosse verso il ponte sul Cégio, che venne occupato.
Seguì una serie di fucilate reciproche, finché la minaccia della colonna sinistra italiana indusse Pichler ad ordinare la ritirata. Le retroguardie rimasero barricate nella cittadina, poi uscirono, resistettero in quadrato ad alcune cariche dei lancieri e ripiegarono su Roncegno; dove la popolazione locale dette sostegno, offrendo riparo e ospitalità ai soldati austriaci .
Alle nove le truppe, spossate, raggiunsero Levico Terme, 12 km oltre Borgo Valsugana.
Lo scontro era stato per gli austriaci più pesante del precedente: 5 uomini morti, 2 ufficiali e 17 uomini feriti e 51 dispersi. Ma la truppa era ancora in stato di guerra, benché, sicuramente, demoralizzata. La condotta di Medici, d'altra parte, dimostra come egli non conducesse alcuna battaglia di annientamento, ma procedeva con l'obiettivo di aprirsi una strada ed occupare quanto più territorio trentino possibile, senza correre il rischio di qualunque sconfitta. L'obiettivo della campagna, come detto, era più politico che militare. Se proprio occorreva combattere una battaglia decisiva, il luogo adatto sarebbero state solo le mura di Trento.

## La battaglia di Levico Terme

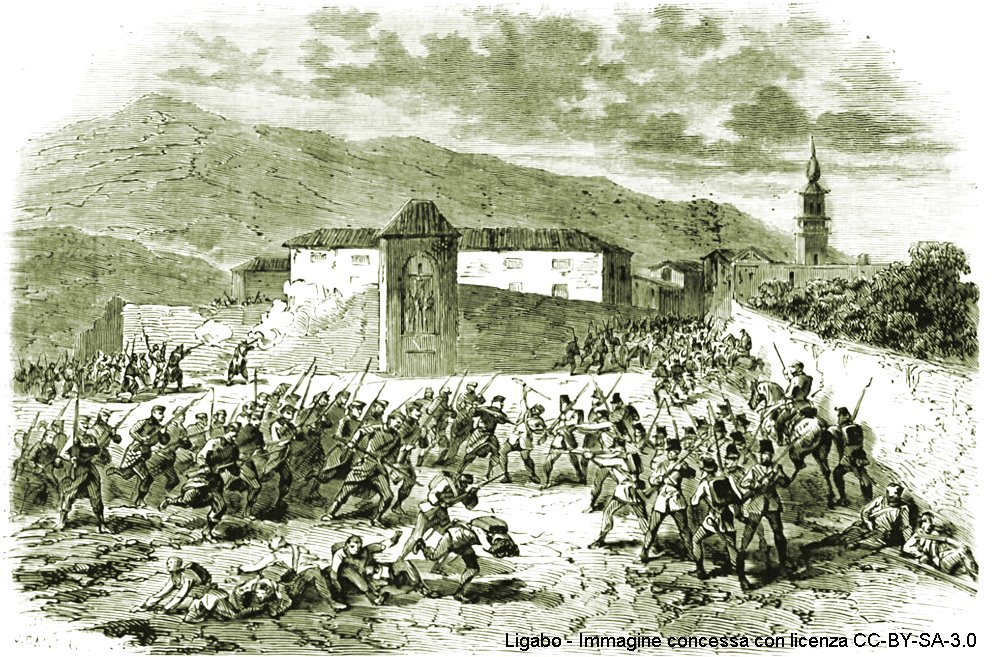
Battaglia di Levico

A Levico Pichler ricevette, alle nove di sera, il rinforzo di due battaglioni, uno schierato all'ingresso del borgo e l'altro sulla montagna a sinistra, a coprire la Val dei Mocheni, da cui si passa a Pergine, alle spalle di Levico. La truppa reduce dalla battaglia di Borgo, invece, era accampata, esausta, sul viale di fronte alle terme.
Questa volta, tuttavia, Medici aveva disposto di inseguire il nemico, senza lasciargli la possibilità di fortificarsi, ovvero scegliere il luogo migliore per la battaglia, come invece era successo la notte prima.
Come consueto, egli aveva disposto la formazione su tre colonne: la prima sulla destra, per la strada che da Telve porta a Vetriolo Terme, 900 m s.l.m. a picco sopra Levico (da dove era possibile deviare su Roveda e Pergine). La seconda sulla sinistra della Brenta, verso Caldonazzo. La terza al centro, con il grosso, preceduta da un'avanguardia con tre compagnie di bersaglieri, con il 28º Reggimento fanteria, due squadroni di lancieri ed una batteria. Alle 21.30 l'avanguardia italiana venne avvistata sulle alture di Selva, la frazione prima di Levico, senza sapere se gli austriaci si fossero arrestati in Paese, o fossero passati oltre. La posizione divenne chiara quando una ricognizione dei dragoni venne accolta a fucilate dagli austriaci.
Medici poté allora comandare l'assalto alla baionetta: l'avanguardia di Pichler venne rigettata e l'azione proseguì sino dentro il borgo. Un battaglione di bersaglieri, invece, lo aggirò sino a minacciare da est la strada di Pergine, ovvero l'unica via di ripiegamento a disposizione degli austriaci. Alle 11.30 Pichler diede l'ordine di sgombero su Pergine, anche se lasciò indietro una compagnia, circondata a nord dell'abitato. I 92 uomini si arresero la mattina dopo. Questa volta Medici non inseguì, ma poteva certamente dirsi soddisfatto della giornata: la Valsugana era stata interamente percorsa e liberata, e le mura di Trento erano a non più di 15 km.

## Il ripiegamento generale austriaco
A mezzanotte Franz Pichler venne raggiunto a Pergine dal generale Carl Kaim von Kaimthal (reduce dall'azione di Condino nel corso della battaglia di Bezzecca) a rilevare il comando delle truppe. La mattina del 24, fece arretrare una parte delle unità su Civezzano, una stretta subito a ridosso di Trento ed un'altra parte a Vigolo Vattaro, al passo della Valsorda, da cui si accede all'Adige subito sotto Trento. Si trattava, in pratica, dei due unici passaggi disponibili da Levico sulla città per il generale Medici.
Il 25 mattina due compagnie vennero inviate alla selletta di Roncogno, a metà fra i due valichi.
Il 24 luglio le truppe di von Höffern, che tenevano le Valli Giudicarie a Lardaro, ricevettero l'ordine di ritirarsi immediatamente e la sera stessa raggiunsero Stenico. Le truppe di von Grünne (reduce dall'azione di Bezzecca alla battaglia di Bezzecca) stazionavano ad Arco, a guardare la strada dalla Val di Ledro verso Trento. Si trattava, in pratica, dei due unici passaggi disponibili dal Lago d'Idro a Trento per il generale Garibaldi.
Le truppe a difesa della Vallarsa da Vicenza, via Schio o Valdagno su Rovereto, vennero comandate a Mattarello, allo sbocco della menzionata Valsorda a due chilometri a sud di Trento: Kuhn rinunciava, così, alla difesa di Rovereto. I restanti accessi all'Adige dalle valli a nord di Trento vennero chiusi inviando una brigata a Cavalese (per assicurare la Val di Fiemme, pericolosa in quanto scende su Ora, a metà strada fra Bolzano e Trento) e lasciando a difesa dello Stelvio e del Tonale le poche truppe là già acquartierate.
Tutte le altre truppe disponibili vennero comandate a Trento.

## Il successo strategico della campagna italiana
I movimenti del Kuhn stavano, precisamente, a significare che gli austriaci si predisponevano all'assedio di Trento. Il risultato strategico del Garibaldi e del Medici poteva dirsi quasi raggiunto.
Il comandante austriaco, in effetti, aveva ottenuto dall'arciduca Alberto l'autorizzazione a ritirarsi, se costretto, a difesa dell'Alto Adige, abbandonando il cosiddetto Tirolo italiano. Solo, egli era deciso a dare battaglia davanti a Trento prima dello sgombero del Trentino.
Ma non si trattava ancora, per lui, della battaglia decisiva. C'era ancora da salvare Bolzano. Dopo un duro e glorioso scontro, si sarebbe probabilmente ritratto e gli Italiani lo avrebbero lasciato passare: come Medici aveva dimostrato sin da Primolano, l'obiettivo della campagna era occupare quanto più del Trentino fosse possibile: ricacciare il nemico, non necessariamente schiacciarlo.

## Gli ultimi scontri

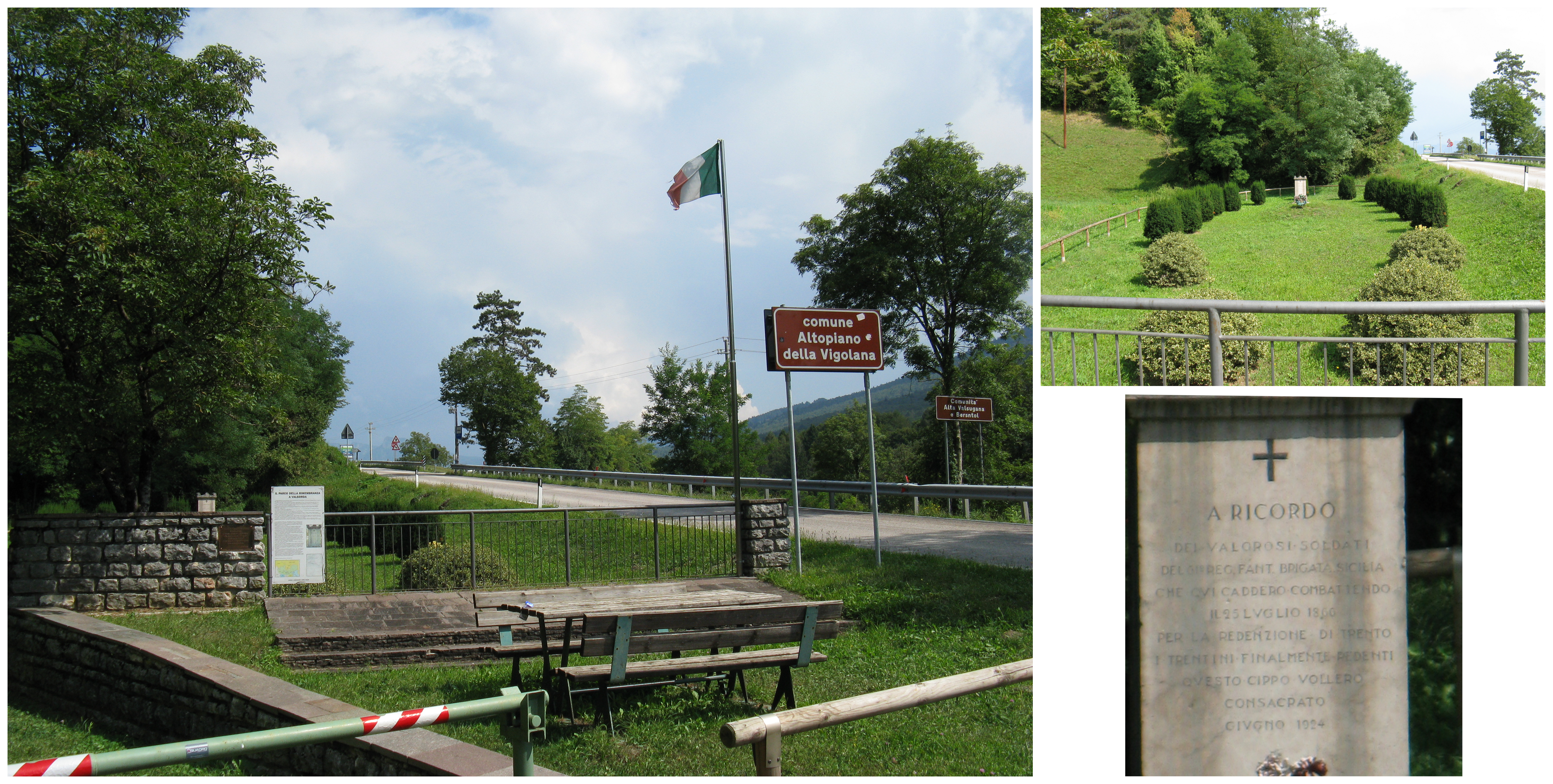
Il Parco della Rimembranza, a cavallo del confine tra il comune di Trento e quello dell'Altopiano della Vigolana, a poche centinaia di metri a est dell'abitato di Valsorda, è dedicato alla memoria dello scontro. Le tredici piante, pini strobi in sostituzione degli originarî pioppi, rammentano i tredici caduti del Regio Esercito Italiano.

Il 25 luglio il generale Medici lasciò riposare tutta la mattinata le proprie truppe affaticate dalla marcia e dalla battaglia notturna.
A mezzogiorno la colonna principale si mosse da Levico, attraversò Pergine e si attestò sulla linea Viarago–Vigalzano-Costasavina, poco a nord di Pergine e di fronte alle difese austriache alla stretta di Civezzano.
Contemporaneamente, una colonna guidata dal colonnello Negri, da Caldonazzo mosse su Calceranica, all'imbocco del passo della Valsorda, si presentò dinnanzi a Vigolo Vattaro e, alla stretta del piccolo passo, saggiò la resistenza dei difensori trovandoli ben fortificati dal terreno. Alle 3 del pomeriggio Medici mandò truppe alla sella di Roncogno e si preparò a muovere a sostegno di Negri con tutta la divisione. Egli aveva, infatti, valutato forte la difesa di Civezzano, mentre la Valsorda appariva maggiormente accessibile, e consentiva, oltretutto, di sboccare direttamente sull'Adige, tagliando definitivamente la via per Verona.
Ma, a questo punto, ricevette da La Marmora notizia che dalla mattina era entrata in vigore una tregua d'armi di 8 giorni fra Italia ed Austria. Ed i combattimenti, ad un passo dall'obiettivo, cessarono.

## La tregua d'armi
La tregua era stata sottoscritta il giorno precedente, 24 luglio, e prevedeva una sospensione dei combattimenti dalle 8 di mattina del 25 luglio, per 8 giorni. Lo stesso 24 luglio era stata sottoscritta una tregua fra austriaci e prussiani, perciò anche l'Italia si trovò obbligata al medesimo passo.
Stanti le condizioni sul terreno estremamente favorevoli, e la scia di vittorie che si susseguivano su più fronti (Cialdini, Garibaldi, Medici), almeno dal 10 giugno, in alcuni ambienti irredentisti si incominciò a parlare di “tradimento tedesco”.
Le estreme difficoltà della posizione austriaca sono, comunque, ben rappresentate dagli ordini scritti di quel 25 luglio. L'arciduca Alberto ordinava a Kuhn: «Le estreme punte dell'armata rimangono nelle loro attuali posizioni. Poi tenere Trento fino all'ultimo».
Kuhn ordinava ai suoi comandanti: «Nel caso le truppe avanzate fossero costrette a ritirarsi, debbono farlo difendendo strenuamente ogni tratto di terreno metro per metro, ogni cascina, ogni casa. Dopo avere evacuato la prima linea dove attualmente si trovano le truppe, si deve tenere ad ogni costo […] naturalmente dopo aver difeso gli intervalli di terreno […] la terza linea è per ultimo la città stessa; il direttore del genio tenente colonnello Wolter ha il compito di far eseguire immediatamente le necessarie fortificazioni. Ritengo personalmente responsabile ciascuno dei signori ufficiali che la difesa venga compiuta col massimo valore secondo gli ordini di sua altezza imperiale l'arciduca Alberto.»
Giungevano a rinforzo da Innsbruck appena due reggimenti ed una batteria. Contemporaneamente le truppe agli ordini di Grünne, da Arco, vennero comandate a Trento: veniva così, sostanzialmente, abbandonata anche la Valle del Sarca, dopo tutto il corso inferiore dell'Adige. In esse erano ormai presenti solo piccoli drappelli, a mostrar la bandiera: le guarnigioni a Lardaro e Riva del Garda, due compagnie inviate di corsa a Rovereto: nulla che potesse offrire alcun potenziale difensivo.
Nei giorni successivi si intensificò lo sforzo politico, con i garibaldini impegnati ad organizzare i consueti plebisciti per l'annessione al Regno d'Italia nelle terre conquistate, e relative petizioni al re Vittorio Emanuele II. Gli austriaci, con i loro drappelli, a dissuadere le popolazioni da eventuali manifestazioni o sollevazioni, che avrebbero potuto pesare al tavolo della pace.

## La pace
Il 9 agosto giungeva la notizia dell'imminente armistizio tra Italia ed Austria e con essa l'ordine del La Marmora di sgomberare il Trentino entro 24 ore.
Garibaldi, proprio dalla piazza di Bezzecca, rispose con il celebre: «Obbedisco». Della reazione di Medici nulla di celebre è stato tramandato, ma è certo che, quando la mattina dell'11 agosto Kaim mosse con una colonna sulla Valsugana, la trovò sgombra.
La cessazione delle ostilità venne sancita all'armistizio di Cormons, il 12 agosto 1866, firmato dal generale Luigi Federico Menabrea. Il 3 ottobre fu firmata la pace, a Vienna.
L'Italia perdeva l'occasione di conquistare, oltre al Veneto, anche il Trentino.